# العلاقات الأوكرانية الفنلندية
العلاقات الأوكرانية الفنلندية هي العلاقات الثنائية التي تجمع بين أوكرانيا وفنلندا.

## مقارنة بين البلدين
هذه مقارنة عامة ومرجعية للدولتين:
| وجه المقارنة                                              | أوكرانيا                                   | فنلندا                                                                               |
| --------------------------------------------------------- | ------------------------------------------ | ------------------------------------------------------------------------------------ |
| المساحة (كم2)                                             | 603.63 ألف                                 | 338.42 ألف                                                                           |
| عدد السكان (نسمة)                                         | 45.55 مليون                                | 5.52 مليون                                                                           |
| الكثافة السكانية (ن./كم²)                                 | 75.46                                      | 16.31                                                                                |
| العاصمة                                                   | كييف                                       | هلسنكي                                                                               |
| اللغة الرسمية                                             | اللغة الأوكرانية                           | اللغة الفنلندية، اللغة السويدية                                                      |
| العملة                                                    | هريفنا أوكرانية، كاربوفانيتس، روبل سوفييتي | يورو، ماركا فنلندية                                                                  |
| الناتج المحلي الإجمالي (بليون دولار)                      | 112.15 مليار                               | 251.88 مليار                                                                         |
| الناتج المحلي الإجمالي (تعادل القوة الشرائية) بليون دولار | 352.98 مليار                               | 231.84 مليار                                                                         |
| الناتج المحلي الإجمالي الاسمي للفرد دولار أمريكي          | 2.11 ألف                                   | 42.31 ألف                                                                            |
| الناتج المحلي الإجمالي للفرد دولار أمريكي                 | 8.66 ألف                                   | 40.68 ألف                                                                            |
| مؤشر التنمية البشرية                                      | 0.747                                      | 0.883                                                                                |
| رمز المكالمات الدولي                                      | +380                                       | +358                                                                                 |
| رمز الإنترنت                                              | .ua، .укр ‏                                 | .fi                                                                                  |
| المنطقة الزمنية                                           | ت ع م+02:00، ت ع م+03:00، توقيت شرق أوروبا | ت ع م+02:00، ت ع م+03:00، أوروبا/هلسنكي ‏، توقيت شرق أوروبا، توقيت شرق أوروبا الصيفي ‏ |

## مدن متوأمة
في ما يلي قائمة باتفاقيات التوأمة بين مدن أوكرانية وفنلندية:
- ترتبط أوديسا مع أولو باتفاقية توأمة منذ 1995.[16][16][17][18]
- ترتبط زاباروجيا مع لاهتي باتفاقية توأمة منذ 29 مايو 2008.[19][19][20][20]
- ترتبط كييف مع هلسنكي باتفاقية توأمة منذ 1995.[21][21][21][22]

## منظمات دولية مشتركة
يشترك البلدان في عضوية مجموعة من المنظمات الدولية، منها:
| علم المنظمة | اسم المنظمة                               | تاريخ انضمام أوكرانيا | تاريخ انضمام فنلندا |
| ----------- | ----------------------------------------- | --------------------- | ------------------- |
|             | وكالة ضمان الاستثمار متعدد الأطراف        | 19 يوليو 1994         | 28 ديسمبر 1988      |
|             | الأمم المتحدة                             | 24 أكتوبر 1945        | 14 ديسمبر 1955      |
|             | الفريق المعني برصد الأرض                  | ?                     | ?                   |
|             | منظمة حظر الأسلحة الكيميائية              | ?                     | ?                   |
|             | منظمة التجارة العالمية                    | 16 مايو 2008          | 1995                |
|             | منظمة الشرطة الجنائية الدولية             | ?                     | ?                   |
|             | منظمة الأمن والتعاون في أوروبا            | 30 يناير 1992         | 25 يونيو 1973       |
|             | مؤسسة التنمية الدولية                     | 27 مايو 2004          | 29 ديسمبر 1960      |
|             | نظام تحكم تكنولوجيا القذائف               | 1998                  | 1991                |
|             | يونسكو                                    | 12 مايو 1954          | 10 أكتوبر 1956      |
|             | مجلس أوروبا                               | 9 نوفمبر 1995         | 5 مايو 1989         |
|             | الاتحاد البريدي العالمي                   | ?                     | ?                   |
|             | البنك الدولي للإنشاء والتعمير             | 3 سبتمبر 1992         | 14 يناير 1948       |
|             | اتفاقية السماوات المفتوحة                 | ?                     | ?                   |
|             | المنظمة الهيدروغرافية الدولية             | ?                     | ?                   |
|             | الاتحاد الدولي للاتصالات                  | 7 مايو 1947           | 1 سبتمبر 1920       |
|             | مؤسسة التمويل الدولية                     | 18 أكتوبر 1993        | 20 يوليو 1956       |
|             | المنظمة الأوروبية لسلامة الملاحة الجوية   | 2004                  | 2001                |
|             | المركز الدولي لتسوية المنازعات الاستشارية | 7 يوليو 2000          | 8 فبراير 1969       |
|             | مجموعة أستراليا                           | 2005                  | 1991                |
|             | مجموعة الموردين النوويين                  | ?                     | ?                   |

## أعلام
هذه قائمة لبعض الشخصيات التي تربطها علاقات بالبلدين:
- أليكسي أريمنكو (لاعب كرة قدم، 24 مارس 1983[31] – )
- رومان إيريمينكو (لاعب كرة قدم فنلندي، 19 مارس 1987[32] – )

## وصلات خارجية
- موقع وزارة الخارجية الأوكرانية
- موقع وزارة الخارجية الفنلندية